# Philipp Volland

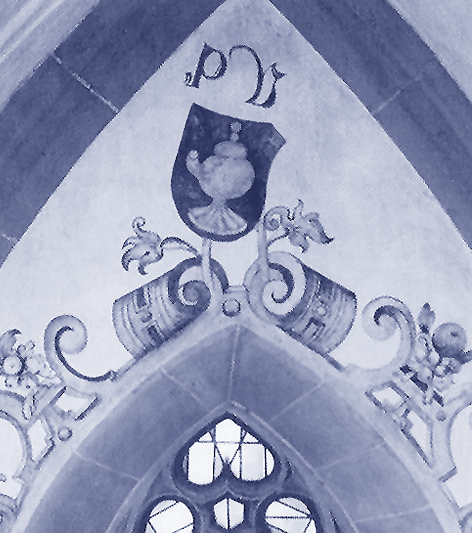
Wappen und Initialen des Mäzens Philipp Volland im Chor des Heilig-Geist-Spitals

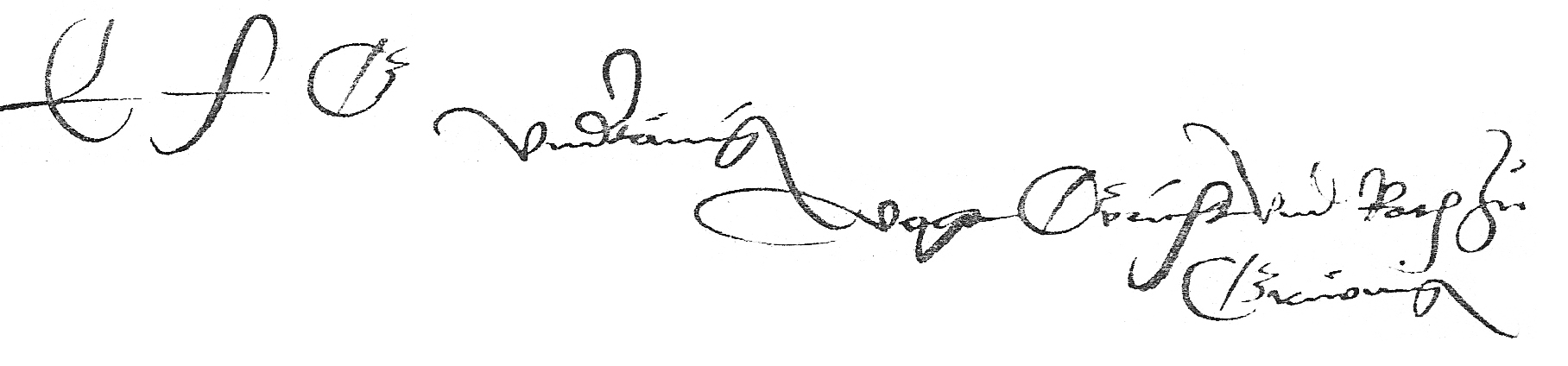
Unterzeichnung des Dossiers über Reinhard Gaißer durch Philipp Volland (1514)

Philipp Volland (* 1474 in Grüningen, heute Markgröningen; † 1537 ebenda) war Vogt, Keller und Kaufmann; bis 1519 vertrat er seine Heimatstadt zudem als Abgeordneter in der Landschaft zu Stuttgart. Im Zuge seines Exils während der österreichischen Fremdherrschaft wurde er 1522 badischer Schultheiß in Pforzheim und nach Herzog Ulrichs Rückkehr von 1534 bis zu seinem Tode wieder Vogt und zugleich Kirchen-Aufseher in Grüningen.

## Leben

### Herkunft und familiäres Umfeld

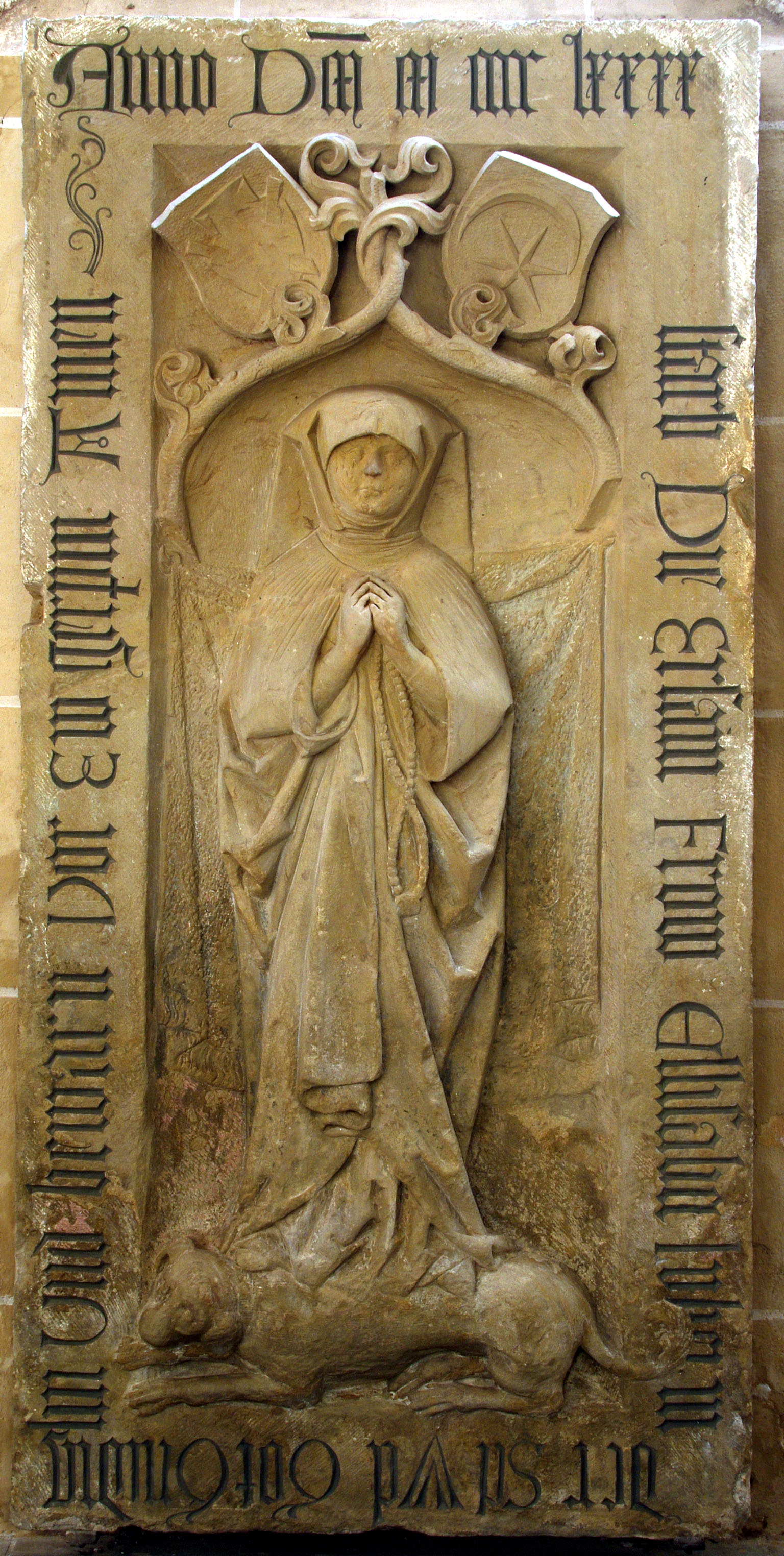
Epitaph von Philipps Mutter Elisabeth Volland, geb. Lyher, in der Vollandkapelle

Philipps Eltern stammten beide aus einem der württembergischen Patriziergeschlechter, die sich im ausgehenden Mittelalter als sogenannte Ehrbarkeit zu einer eigenständigen und zunehmend an Einfluss gewinnenden Klasse entwickelt hatten. Vater Heinrich Volland II. († 1482) promovierte in Heidelberg zum Magister und heiratete 1464 Elisabeth Lyher, Tochter des Grüninger Vogts und württembergischen Kanzlers Konrad Lyher und der Antonia von Dagersheim, vermutlich eine illegitime Tochter des Grafen Eberhard IV. von Württemberg. Zur Hochzeit soll ihm der Graf ab seinem Ableben den Status eines Freiherrn zugesprochen haben. Heinrich war auch außerhalb der vergleichsweise reichen Handelsstadt Grüningen begütert und soll zudem Keller in Großsachsenheim und andernorts gewesen sein.
Elisabeth Volland, geb. Lyher, stiftete 1483 auf Wunsch ihres 1482 verstorbenen Mannes die Vollandpfründe in der Grüninger Bartholomäuskirche, die unter anderem zur Studiumsfinanzierung ihrer Nachkommen vorgesehen war. Aus ihrer Ehe sollen fünf Kinder hervorgegangen sein; von denen überraschenderweise keines einen Vollandschen Vornamen bekam: Ambrosius (* um 1468), Theodora (* um 1469), der im Kindesalter verstorbene Tobias (* um 1470), Nicolaus (* um 1471) und schließlich Philipp (* um 1474).
Alle drei verbliebenen Söhne erhielten eine akademische Ausbildung, Theodora eine standesgemäße Hochzeit mit Conrad Heller, damals Vogt in Grüningen, später in Cannstatt. Nicolaus († 1544) wurde Vogt in Besigheim, Ambrosius Geistlicher in Grüningen. Doch hielt es den in Padua zum Doktor beider Rechte promovierten Ambrosius nicht lange in der ihm zugedachten Position. Er heiratete und ließ sich nach Tübingen und Wittenberg zum Professor und ab 1505 zum herzoglichen Rat nach Stuttgart berufen. Philipp hingegen hatte nach seinem 1492 abgeschlossenen Studium in Heidelberg das lukrative Familienunternehmen übernommen.

### Platzhirsch in Grüningen

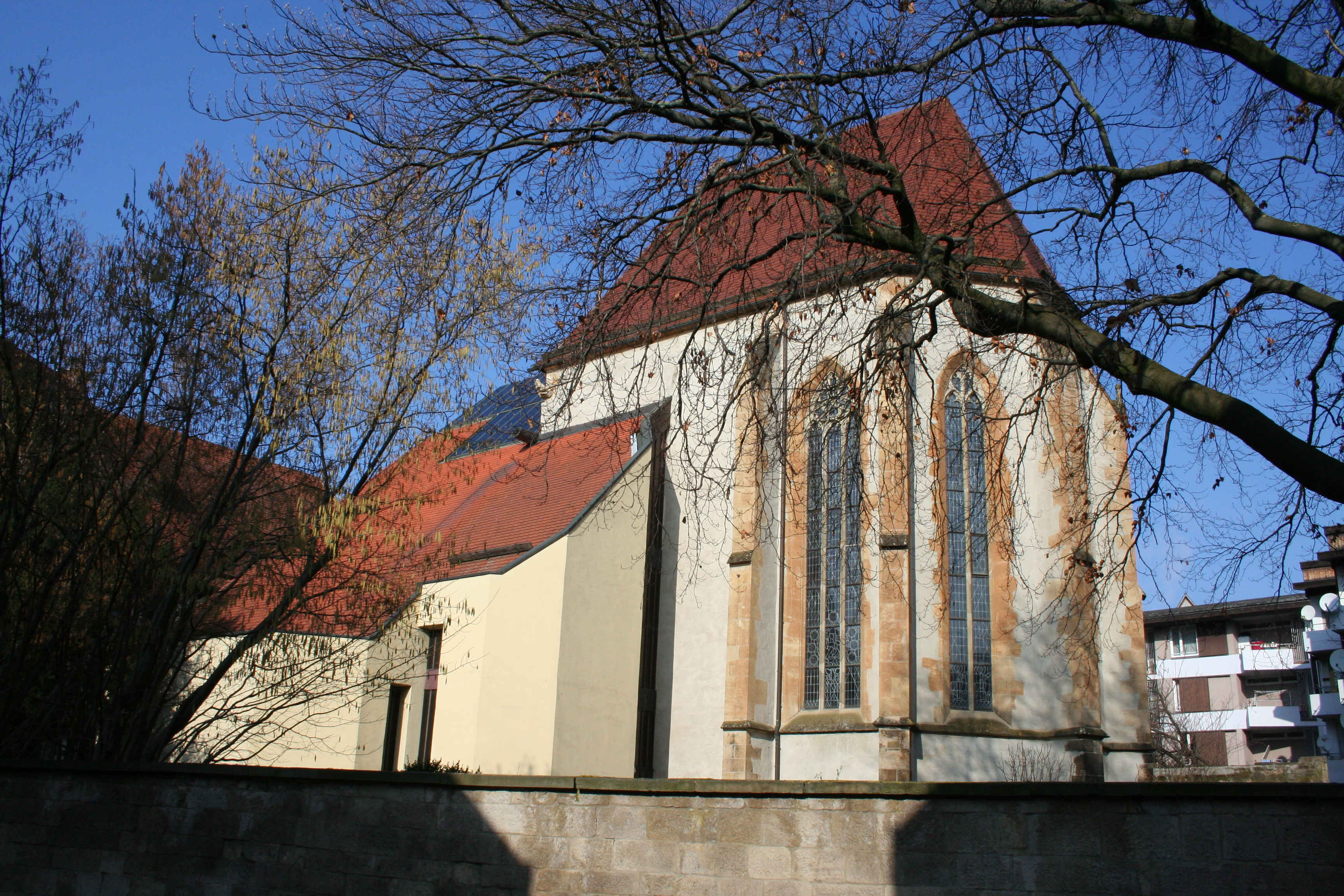
Spätgotischer Chor der Spitalkirche, heute eingebettet in einen Neubau

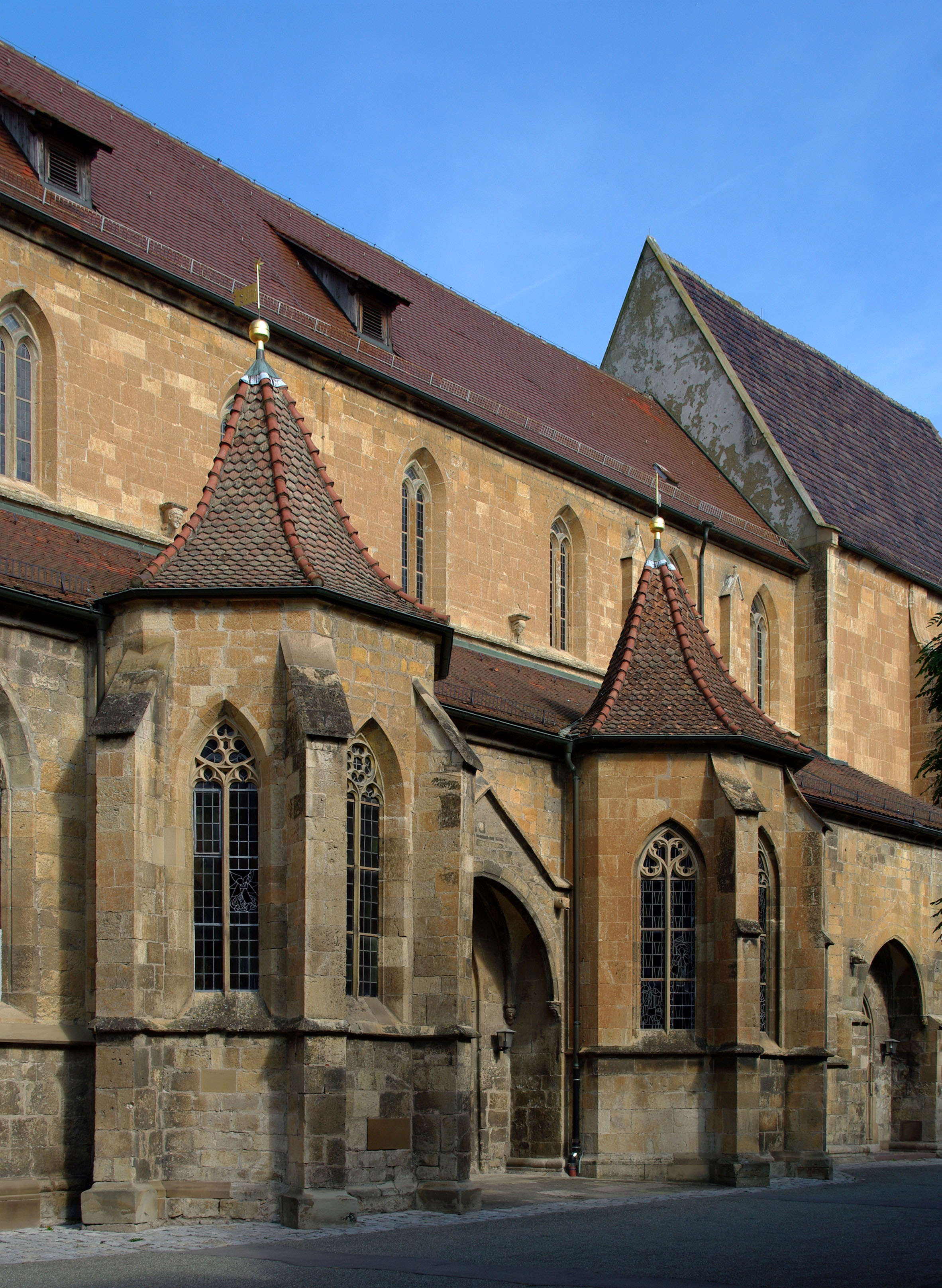
Die Vollandkapelle (rechts) an der Südseite der Markgröninger Bartholomäuskirche

Philipp soll eine Tochter der aus Tübingen zugezogenen Niederadeligen Werner und Lucia Last geheiratet und mit jener mindestens acht Kinder gehabt haben: Michael (* 1494), Lucia (* 1495), evtl. Nicolaus (* 1499), Caspar (1500–1554), Anna (* 1501), Heinrich (* 1501/02), Appolonia (* 1503), Catharina (* 1505) und Margaretha (* 1506). Von 1501 bis 1519 bekleidete er zeitweise das Amt des Vogts von Stadt und Amt Grüningen sowie des Kellers auf dem Hohenasperg. Nachdem er darüber hinaus auch noch Abgeordneter in der Landschaft zu Stuttgart geworden war, vereinte er in seiner Person nicht nur Exekutive und Legislative, sondern auch die damals noch junge Macht des Geldes. Kapital war bei Vollands reichlich vorhanden, und ein Landesherr, der weit über seine Verhältnisse lebte, versprach reichlich Zinsgewinn. Als Herzog Ulrich jedoch die Vermögenssteuern erhöhen wollte, schaffte es die sogenannte Ehrbarkeit, dass er diese in eine Verbrauchssteuer umwandelte, die in erster Linie das gemeine Volk treffen sollte.
Darüber hinaus konnte Philipp Volland der Versuchung nicht widerstehen, die Auswirkungen der wegen mehrerer Missernten und unsolider Haushaltspolitik ohnehin galoppierenden Inflation noch zu verschärfen, indem er dem Markt trotz grassierender Hungersnot knappes Getreide entzog, es hortete und mit enormen Preisaufschlägen weiterverkaufte. Seine Machtfülle vor Ort nutzte er zudem, um die zur Allmende zählenden Fischgründe für sich selbst zu beanspruchen. Wie Ablasshandel mutet es deshalb an, dass sich Philipp andererseits als Wohltäter insbesondere des örtlichen Heilig-Geist-Spitals hervorgetan hatte. Dennoch sah er sich plötzlich ungeheurem geistlichem Furor und einem Aufruhr ausgesetzt.

### Ein gesellschaftskritischer Kontrahent
Wie aus dem Nichts war 1513 der Tübinger Theologe und Uni-Rektor Reinhard Gaißer auf der ersten Pfarrstelle der Grüninger Bartholomäuskirche aufgetaucht und entpuppte sich als gefährlicher Gegenspieler des mächtigen Vollandschen Handelshauses und deren Vertreter in der Politik, zu denen mittlerweile auch Ambrosius als einflussreicher Rat und späterer Kanzler des Herzogs zählte. Dieser „erste Sozialrevolutionär auf einer württembergischen Kanzel“ rief im Zuge des Armen Konrads den Gemeinen Mann in Grüningen zum Aufstand gegen die frühkapitalistisch agierende Ehrbarkeit und insbesondere gegen den Vogt Philipp Volland auf, dem er Amtsmissbrauch und Getreidespekulation zulasten des Kleinen Mannes vorwarf. Und tatsächlich fehlte nicht viel, dass sie Volland „überzuckt“ (niedergemacht) hätten, nachdem die Stadt- und Torwachen bereits durch Aufrührer ersetzt waren. Doch der Vogt war schlau genug, sein Haus nicht zu verlassen und auf Zeit zu spielen.
Ebenso wie der Herzog, der den im Remstal von Gaißers Vettern mit angeführten Aufstand durch geschicktes Taktieren und die Zusage einer Schlichtung in Form eines außerordentlichen Landtags zu neutralisieren verstand. Vertreter des Gemeinen Mannes wurden auf diesem allerdings ausgeschlossen, so dass der vielgerühmte Tübinger Vertrag am Ende doch wieder vor allem der Ehrbarkeit nutzte. Etlichen Gegenspielern wurde der Prozess gemacht. Obwohl der erboste Grüninger Vogt über Gaißers Umtriebe und konspirativen Treffen ausführlich Bericht erstattete und mehrfach Gaißers Absetzung forderte, kam der von Volland stets „Gaißlin“ oder „Doctor Renhart“ genannte Pfarrer mit einer Standpauke in der Staatskanzlei und reduzierten Bezügen davon, weil er nur dem Reformen nicht abgeneigten Speyrer Bischof Georg von der Pfalz verantwortlich war und insofern in Stuttgart Immunität genoss. So blieb Gaißer durch alle politischen Umbrüche hindurch bis mindestens 1533 Grüninger Stadtpfarrer.
Immunität genoss schließlich auch Philipp Volland in Württemberg: Am 28. Juni 1516 vergönnte ihm Herzog Ulrich, „er solle sein Leben lang von den Amtleuten und Unterthanen aller Ämter, es seyen Richter, Pflegschaften, Rathsmann u. dgl. ganz und gar unbelästigt bleiben, doch, daß er dem Herzog und seinen Erben für ihre Ämter und Geschäfte gewärtig sey, welche er nach allem seinem Vermögen und Verstand verrichten solle.“

### Exil während der österreichischen Interimsregierung
Nachdem Herzog Ulrich 1519 sich die Reichsstadt Reutlingen einverleibt und damit den Bogen im ohnehin schlechten Verhältnis zum Schwäbischen Bund und zum Reich endgültig überspannt hatte, überrollte deren Heer das Herzogtum, dessen Untertanen nicht sonderlich zur Gegenwehr bereit waren. Der Herzog und die führenden Repräsentanten seiner Politik mussten ins Exil flüchten. Darunter neben Ambrosius auch Philipp Volland.
Nachdem Herzog Ulrichs noch 1519 unternommener Rückeroberungsversuch gescheitert war, wollten sich die Repräsentanten des Schwäbischen Bunds bei dessen Anhängern schadlos halten. So wurde Ambrosius’ Grüninger Vermögen restlos enteignet. Philipp konnte vor Ort noch Weichen stellen, um einiges vor dem Zugriff der neuen Herrscher zu schützen, indem er es dem Spital und den Beginen vermachte, um es bei Zeiten zurückzuerlangen. Während seines bis 1534 andauernden Exils gelang es Philipp, im badischen Pforzheim erneut eine Stellung als Vogt zu erlangen.

### Rückkehr und Nachkommen
Nach zwei misslungenen Versuchen, das Herzogtum zurückzuerobern, gelang dem inzwischen konvertierten Herzog Ulrich 1534 die Rückkehr mit Hilfe protestantischer Fürsten. Damit konnte auch Philipp nach Grüningen zurückkehren und nochmals das bislang von Martin Volland bekleidete Amt des Vogts und das Amt des Geistlichen Verwalters bis zu seinem Tode 1537 übernehmen. Nachfolger als Vogt wurde sein Sohn Michael, der in der Sondersteuerliste von 1545 als reichster Bürger Grüningens hervortrat. Die Bürgerschaft verfügte immer noch über das höchste Durchschnittsvermögen in ganz Württemberg, obwohl die politischen Wirren und insbesondere die Willkür der hier stationierten Besatzungstruppen sie auch wirtschaftlich stark beeinträchtigt hatten.
Philipps Enkel Michael Volland machte andernorts Karriere. Der Doktor beider Rechte wurde Kammergerichtsprokurator am Reichskammergericht zu Speyer sowie Fiskal-General des Reiches. Nach dem Ableben des „Altvogts“ Martin Volland, des letzten „Chefs“ des Hauses in Grüningen, vermachte er 1560 die von Elisabeth Lyher gestiftete und von der Säkularisation ausgenommene Volland-Pfründe der Grüninger Kirchengemeinde. 1570 wurde Michael in Speyer wie zuvor Ambrosius in den Reichsadelstand mit persönlichem Palatinat erhoben.
Philipps zweiter gesicherter Sohn, „Dominus“ Caspar Volland (1500–1554), studierte in Tübingen, wo er erst Stadtschreiber und dann Professor des Rechts, zeitweise auch Rektor an der Universität Tübingen und Beisitzer des württembergischen Hofgerichts wurde. In Tübingen immatrikulierten sich auch dessen Söhne Johannes (1542), Erhard (1548) und Gabriel (1556).
Philipps dritter gesicherter Sohn, Heinrich Volland IV. (* um 1501), war für die geistliche Laufbahn bestimmt. Er immatrikulierte sich 1517 als „Heinricus Vollant de Grieningen clericus Spirens. dioc.“ in der Universität Freiburg und 1520 in Heidelberg.

## Wappen

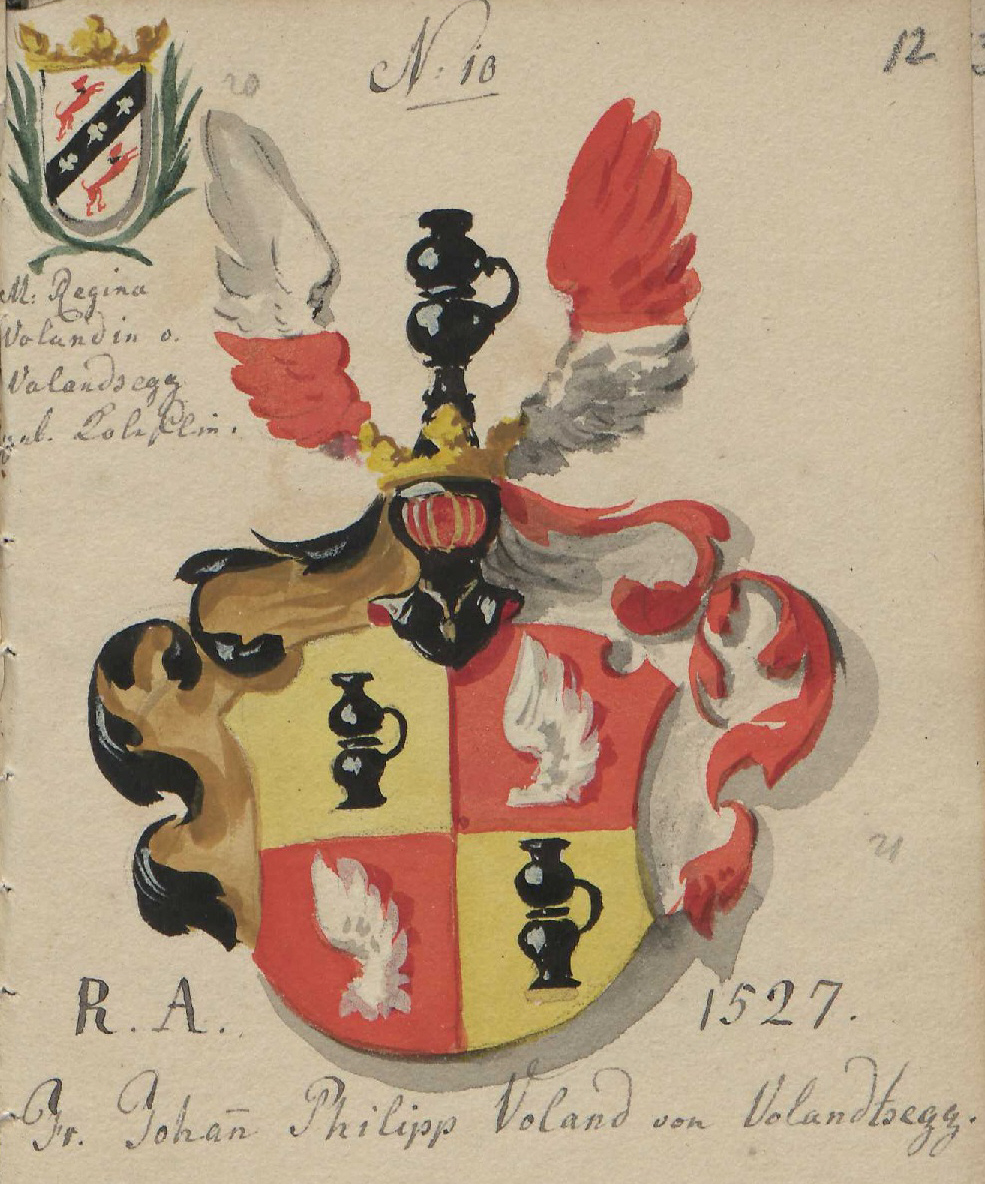
Gebessertes Wappen von Johann Philipp Voland von Volandtsegg (1527), das dem von Michael Volland junior nahezu gleicht

Michael Volland junior siegelte bis zur Nobilitierung im Jahre 1570 mit dem Wappen seines Großvaters Philipp: „Vorn in Blau ein goldener Schenkenbecher, hinten in Gold eine blaue Lilie. Auf dem Helm zwischen zwei gold-schwarz geteilten Büffelhörnern eine blaue Lilie. Die Decken sind schwarz-gold.“. In einfacherer Form blieb Philipp Vollands Wappen samt Initialen im Chor der Markgröninger Spitalkirche erhalten, deren Erneuerung und Ausbau er unterstützt hatte (siehe Bild).
Das 1570 gebesserte Wappen Michaels war gevierteilt und wurde im Wappenbrief so beschrieben: „1 und 4 in gold ein schwarzer Schenkenbecher, 2 und 3 in rot ein silberner Flug. Auf dem Helm ein schwarzer Schenkenbecher zwischen 2 rot-schwarz und schwarz-rot geteilten Flügen.“ Bis auf die weiß-roten statt schwarz-roten Flüge des Helms gleicht es dem Wappen des Ravensburgers Johann Philipp Volland von Vollandseck.